# John Henry Comstock

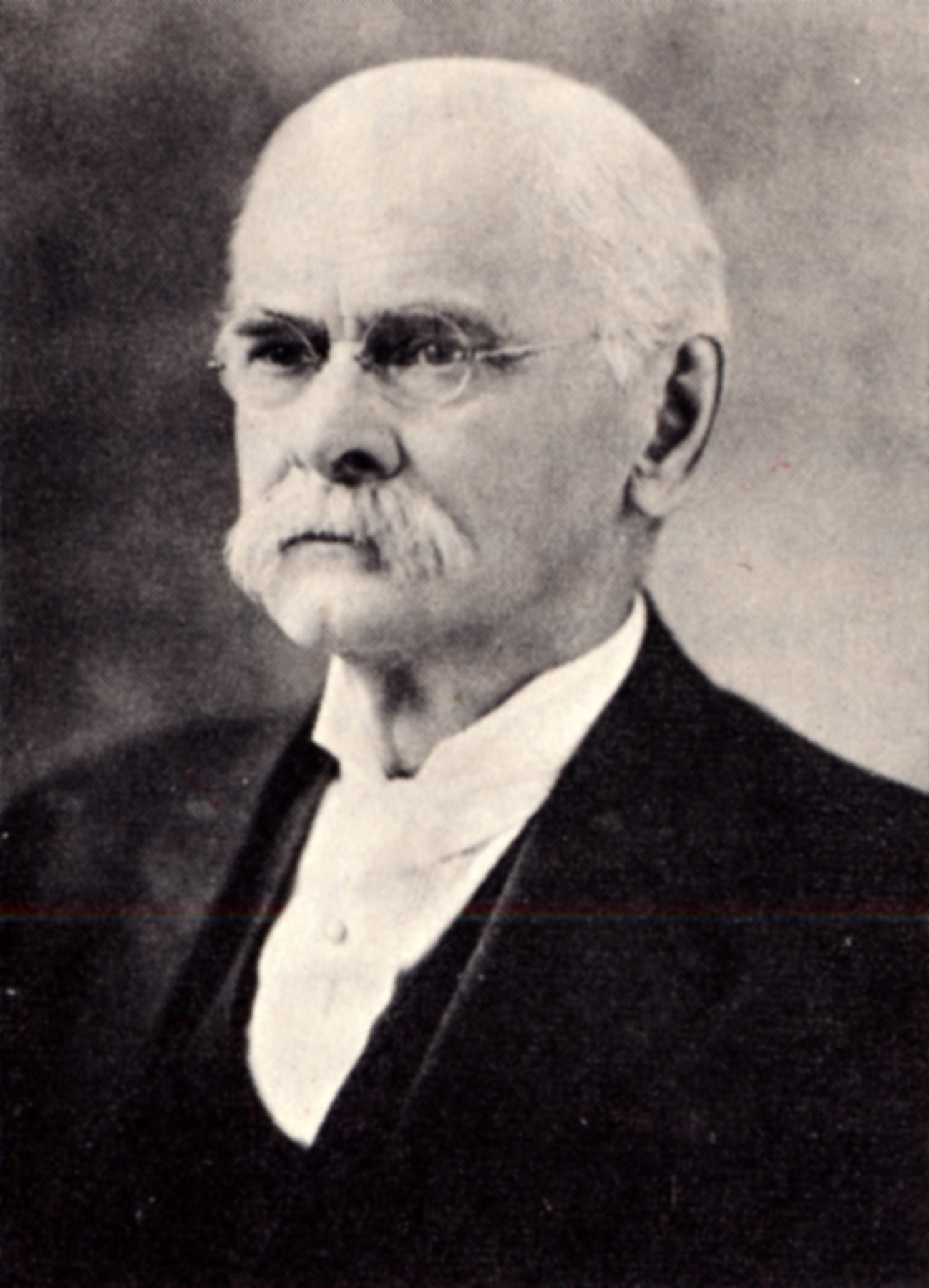
John Henry Comstock

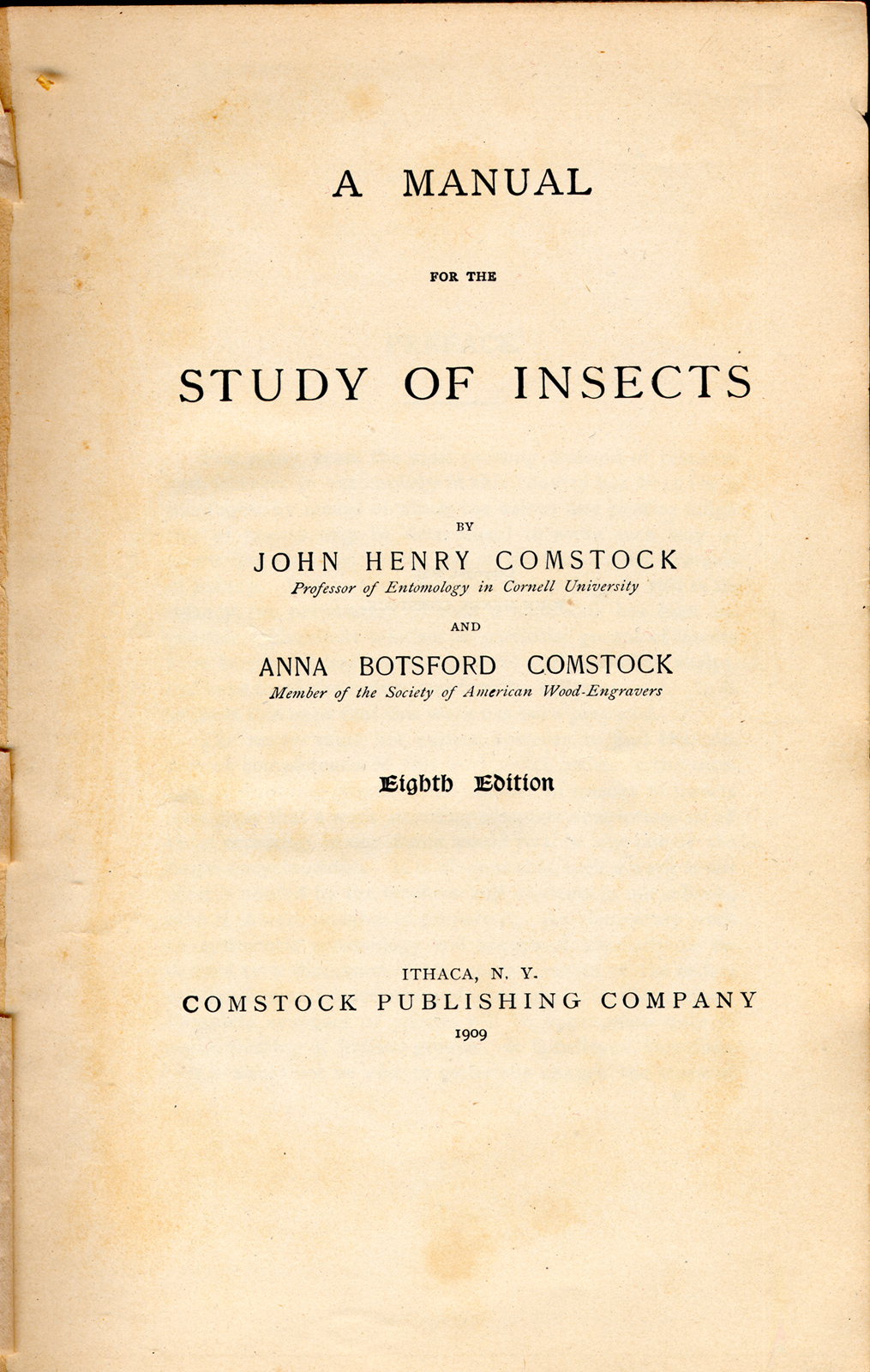
Erste Seite von Comstocks Lehrbuch der Entomologie

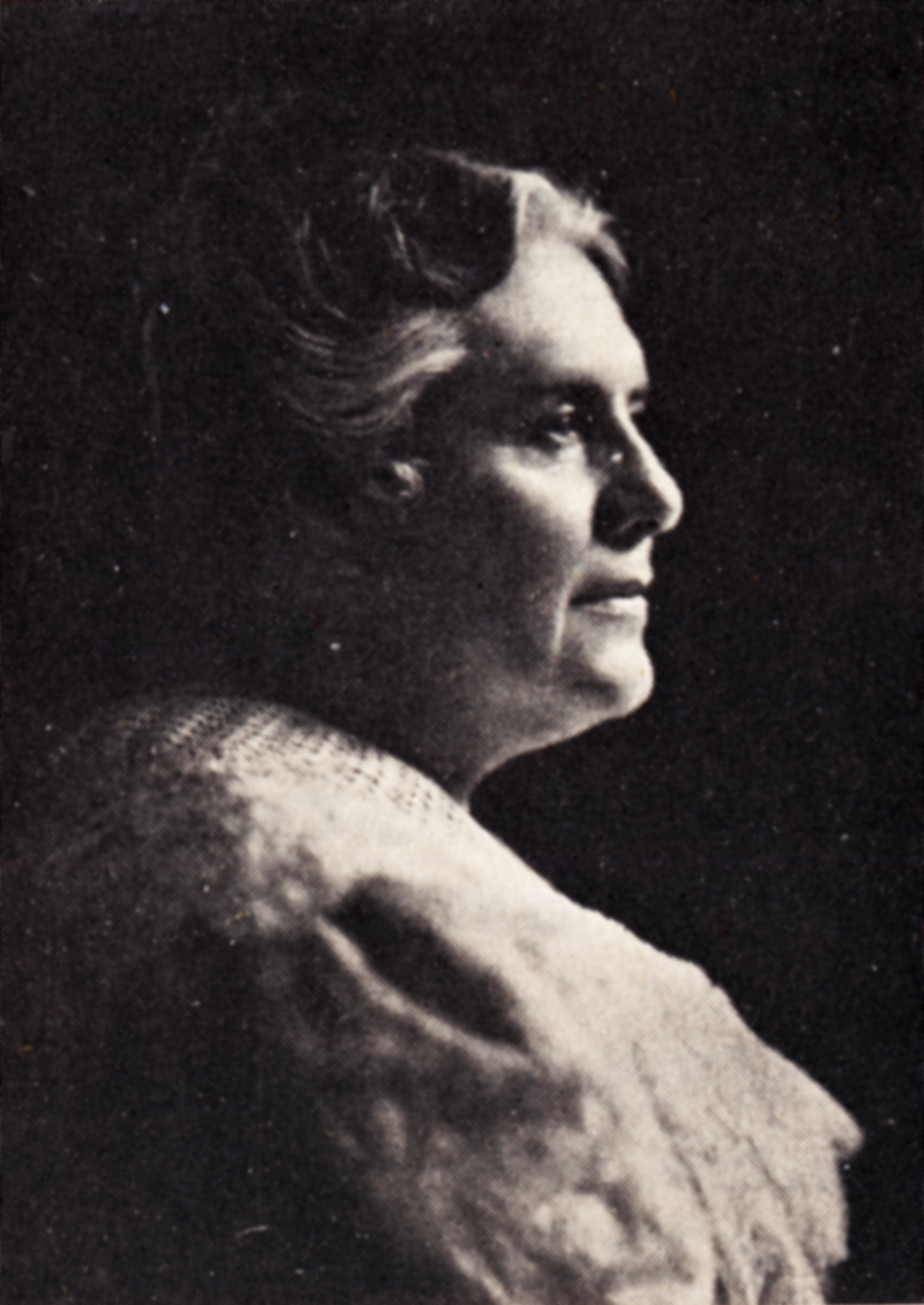
Anna Botsford Comstock

John Henry Comstock (* 24. Februar 1849 in Janesville; † 20. März 1931 in Ithaca) war ein US-amerikanischer Entomologe und Gründer des Department für Entomologie der Cornell University.

## Werdegang

### Kindheit
Comstock wurde als Sohn des Schullehrers Ebenezer Comstock und Susan Allen aus der Familie des Unabhängigkeitskämpfers Ethan Allen im Jahre 1849 auf deren Farm in Janesville geboren. Kurz nach John Henrys Geburt verstarb sein Vater während der Zeit des Goldrauschs an Cholera, ohne dass es ihm gelungen war, der Armut zu entkommen. Als infolgedessen die Hypothek für die Farm nicht mehr bedient werden konnte, zog Comstock mit seiner Mutter nach New York, wo diese als Krankenschwester tätig wurde. Nachdem dort auch die Mutter krank wurde, wuchs Comstock bis zu seinem elften Lebensjahr bei befreundeten Familien auf. Dann bot ihm Captain Lewis Turner an, auf seinem Schoner zu arbeiten und dafür Kost, Logis, Kleidung und drei Monate im Jahr Schulbildung zu erhalten. Turners Frau Rebecca kümmerte sich um Comstock wie um ihren eigenen Sohn, so dass Turners Familie für die nächsten fünf Jahre de facto zu Comstocks Elternhaus wurde. Da er für die meisten Seemannsaufgaben zu schwach war, wurde er von Rebecca Turner zum Koch ausgebildet. In seiner Freizeit auf dem Schiff lernte er auch viel für die Schulbesuche im Winter, indem er diverse Bücher las. Seine Faszination für die Entomologie weckte das Buch A Treatise on Some of the Insects Injurious to Vegetation von Thaddeus William Harris (1795–1856). Sein Exemplar steht heute in der Comstock Memorial Abteilung der Library of Cornell University und trägt folgende Widmung:

“I purchased this book for $10.00 in Buffalo, New York, on July 2nd, 1870. I think it was the first entomological book I ever saw. Before seeing it I had never given entomology a thought; from the time that I bought it I felt that I should like to make the study of insects my lifes’s work.”

### Akademischer Werdegang
Im Alter von 20 Jahren nahm er an der Cornell University sein Studium auf. Da es keinen Studiengang Entomologie gab, wandte sich Comstock an den Leiter des Departments für Zoologie Burt G. Wilder (1841–1925), der nach Kräften versuchte, ihm weitere Bücher und Informationen zugänglich zu machen. Schließlich stellte ihn dieser als seinen Assistenten an. Ein Jahr später forderten 13 Mitstudenten die Universität auf, Comstock zu erlauben eine Entomologievorlesung für sie zu halten. Nach Wilders Plazet stimmte auch die Universität zu. Der Titel der Vorlesung im Frühlingssemester 1872 lautete Lectures and Field Work in Entomology. Bleibenden Eindruck machten dann die Besuche von Louis Agassiz und Charles Valentine Riley als Gastprofessoren an der Cornell University. Als Hermann August Hagen die Leitung der Insektensammlung des Museum of Comparative Zoology in Cambridge übernahm, zog es auch Comstock dorthin, um von Hagen zu lernen. Sein nächster Lehrer wurde Asa Fitch (1809–1879). Nun erhielt er seinen ersten offiziellen Lehrauftrag an der Cornell University und als in seinem zweiten Semester als Senior Wilder für eine Vorlesung an das Browdoin College gerufen wurde, vertrat ihn Comstock.
Nach seinem Abschluss im Juni 1874 bat ihn Riley in seiner Funktion als Entomologe des U.S. Department for Agriculture, Schädlinge im Süden der USA zu erforschen, wofür sich Comstock nach Selma (Alabama) begab. Seine nächste Reise machte Comstock im Winter des Jahres 1876 nach Florida, wo er wiederum Insekten sammelte. Aus dieser zweiten Sammlung wurden noch über siebzig Jahre später neue Arten beschrieben. Auf Einladung von James Orton (1830–1877) hielt er nach seiner Vorlesung im Frühling 1877 eine weitere Entomologievorlesung am Vassar College. Nach einigen weiteren Reisen nach Selma kam es 1878 zur Absetzung Rileys in Washington und Comstock übernahm seine Stelle für die folgenden beiden Jahre beim Agrarministerium an. Dort musste er seine Arbeit auf Schädlinge fokussieren und hatte die Möglichkeit zu mehreren Forschungsreisen innerhalb der USA. 1880 beschrieb er erstmals die San-José-Schildlaus (Comstockaspis perniciosa) als das schädlichste in Amerika bekannte Insekt. Nach Beendigung seiner letzten Regierungsreporte widmete sich Comstock neben der Lehre dem Verfassen eines Lehrbuches zur Entomologie. Als nächstes Projekt wandte er sich den Spinnen zu. Dies kulminierte 1912 in seinem Spider Book. In derselben Zeit nutze er sein einziges Forschungsfreisemester, um mit seiner Frau entomologische Sammlungen in Europa und Nordafrika zu besuchen. Während dieser Reise wurde er auch Ehrenmitglied in der Société Entomologie de Belgique. 1914 wurde Comstock Emeritus, blieb dem Department aber noch weiter treu. Seit 1913 war er gewähltes Mitglied der American Philosophical Society. Er starb 1931.

### Familie
Seine Frau Anna Botsford Comstock lernte Comstock als seine Studentin kennen. Comstocks Kurs belegte sie zuerst 1875 nur als Abwechslung zu ihren Hauptfächern Geschichte und Englisch. Da sie das Feld zu interessieren begann, belegte sie weitere Kurse bei Comstock und lernte ihn so auf den Exkursionen kennen. Schließlich heirateten beide im Jahre 1878. Die Ehe blieb kinderlos.
Die Königlische Nationalgalerie Berlin zeigte im Sommer 1894 eine Sonderausstellung amerikanischer Holzschnitte, darunter auch Holzschnitte mit Schmetterlingen von Anna Botsford Comstock.

## Werke
- Notes on Entomology, Ithaca 1875
- Report on Cotton Insects, United States Department of Agriculture, Washington D. C. 1879, Biodiversity Library
- mit Vernon L. Kellogg: Elements of Insect Anatomy, Ithaca, Comstock Publ. 1902, Biodiversity Library
- mit Anna Comstock: Manual for the Study of Insects, 16. Auflage, Ithaca: The Comstock Publishing Company 1920, (Illustrationen von Anna Botsford Comstock, die auch als Ko-Autorin benannt ist), Biodiversity Library
- The Spider book: a manual for the study of the spiders and near relatives, New York: Doubleday, 1912, Digitalisat
- The Wings of Insects, Ithaca: The Comstock Publishing Company 1918, Biodiversity Library
- mit Anna Comstock: How to know the butterflies; a manual of the butterflies of the eastern United States, New York, Appleton 1904, Biodiversity Library
- An Introduction to Entomology, Ithaca: Comstock, 9. Auflage, 1949, Biodiversity Library

## Belege
- The Scientific Monthly, Vol. 62, No. 2 (Feb. 1946) S. 140–150
- The Scientific Monthly, Vol. 62, No. 3 (März 1946) S. 219–229